# گو آیانو
گو آیانو (انگلیسی: Gō Ayano؛ زادهٔ ۲۶ ژانویهٔ ۱۹۸۲) یک بازیگر و مدل اهل ژاپن است. وی از سال ۲۰۰۳ میلادی تاکنون مشغول فعالیت بوده‌است. 
از فیلم‌ها یا برنامه‌های تلویزیونی که وی در آن نقش داشته است می‌توان به شمشیرزن دوره‌گرد اشاره کرد.